# 火花 (小説)
『火花』（ひばな）は、又吉直樹による中編小説。

## 概要
初出は『文學界』2015年2月号（文藝春秋）。掲載時より現役人気お笑いタレントの手がけた純文学小説として話題を呼び、文芸誌である同誌が増刷されるヒットとなったほか、第28回三島由紀夫賞候補作、第153回芥川龍之介賞受賞作。
2016年にNetflixと吉本興業によってネット配信ドラマとして映像化され、翌2017年にはNHK総合にて、前年にNetflixにてネット配信されたものの再編集版が放送開始（後述）。
2017年2月14日、板尾創路監督により映画化されることが発表された。同年11月に公開（後述）。
2018年、観月ありさの主演で舞台化（後述）。

## 出版の経緯
文藝春秋発行の『別册文藝春秋』編集者であった浅井茉莉子が2011年に、プライベートで文学フリマを訪れていた又吉と出会ったことで小説を依頼するようになり、短編小説を2作発表。浅井が2013年に『文學界』編集部へ異動したのに伴い新作の執筆を依頼し、2015年2月号に掲載された。発売前から「タレントが純文学作品で主要文芸誌デビュー」と話題になっていたが、発売初日の1月7日にインターネット各書店では軒並み品切れ状態となり、8日に7000部、9日にはさらに2万3000部の再増刷が決定し、累計は4万部に達した。『文學界』の増刷は1933年の創刊以来、資料に残る範囲で初めてである。又吉自身は文芸誌での連載作品がここまでの注目を集めるとは思っておらず、作品の反響に戸惑ったという。
2015年3月11日に同社から単行本として発刊された。装画は西川美穂で、彼女の2011年の絵画作品『イマスカ』が又吉自身の即決により採用された。装丁は大久保明子。
2015年8月時点で、単行本の累計発行部数は239万部を突破した。村上龍の『限りなく透明に近いブルー』を抜き、芥川賞受賞作品として歴代第1位、文藝春秋刊行物として歴代第2位の単行本部数となった。また、電子書籍版は10万ダウンロードを突破し、文藝春秋刊行物として歴代第1位となった。2017年2月時点では、累計発行部数は単行本が253万部、文庫本が30万部。
芥川賞受賞作2作品を全文掲載し、受賞者インタビューや選考委員の選評も掲載される『文藝春秋』9月特別号（8月7日発売）は110万3000部と「異例」の発行部数となった。同誌の歴代第2位の記録となる（第1位は、綿矢りさ『蹴りたい背中』、金原ひとみ『蛇にピアス』の掲載された2004年3月号の118万5000部）。
2015年8月21日に芥川賞贈呈式が開催され、又吉はあいさつで、執筆活動と芸人の両立について「どっちが上ではなく両方必要」と述べた。
又吉は、出身校の関大北陽高校（大阪市）のサッカー部に、芥川賞の賞金100万円で製作したユニホームを寄贈した。
2016年6月3日、台湾の出版社の三采文化（さんさいぶんか）社より、台湾での翻訳版の発売を開始。
2017年5月、中国の人民文学出版社より中国での翻訳版を発行。翻訳者は神戸国際大学の毛丹青教授。同年6月に上海で行われた記念イベントに又吉本人が出席。

## あらすじ
売れない芸人・徳永は、熱海の花火大会で、先輩芸人・神谷と電撃的な出会いを果たす。徳永は神谷の弟子になることを志願すると、「俺の伝記を書く」という条件で受け入れられた。奇想の天才でありながら、人間味に溢れる神谷に徳永は惹かれていき、神谷もまた徳永に心を開き、神谷は徳永に笑いの哲学を伝授しようとする。

## 登場人物
徳永（とくなが）
本作品の主人公。お笑いコンビ・スパークスのメンバー。
熱海の花火大会で、神谷と出会い、弟子入りを志願する。
神谷（かみや）
お笑いコンビ・あほんだらのメンバー。
天才肌で奇抜な発想を持ちながら、人間味に溢れているが、人付き合いが悪いため、他の芸人の間では悪名高い。
山下（やました)
徳永の相方。徳永とは、中学時代からの友人。
大林（おおばやし）
神谷の相方。
喧嘩っ早く、かつては地元で不良と恐れられ、徳永が住む隣町でも有名な存在で、神谷共々芸人の間で悪名高いが、情に篤い。
真樹（まき）
神谷と同棲している女性。
徳永からは、恋人だと思われていたが神谷は否定している。

## 夢路いとし・喜味こいしの漫才との類似
本作品には主人公の徳永と神谷が鍋をめぐって会話するシーンがあるが、その内容が夢路いとし・喜味こいしの漫才「ジンギスカン料理」に酷似していると指摘されている。
友人からこの話を聞いた編集者の元木昌彦は、こいしらが編纂した書籍に収録された「ジンギスカン料理」を確認しネタ元であると判断し、この件を記事としてインターネット上で公表したため、広く知られるようになった。なお、元木は『火花』の中で大師匠の訃報が報じられるシーンがあることに着目し、これは2011年に亡くなった喜味こいしのことを指しており、オマージュであった可能性もあると指摘している。しかし、仮にオマージュであったとしても、巻末などでいとし・こいしの漫才を元ネタにしたと明かすべきだと元木は主張し、出典を明記すべきと指摘している。
雑誌『サイゾー』は、『火花』の発行元である文藝春秋に対して質問状を送付し、又吉がいとし・こいしのネタを知っていたのか、知っていたなら当該ネタを使用した意図は何か、本件について文藝春秋としてどう考えているかを質している。これに対し、文藝春秋の法務・広報部は「この記述は、この場面の直前に『大師匠の訃報』とありますように、先輩芸人であるいとしこいし師匠に敬意を表して書かれたものです」と回答しており、いとし・こいしを念頭においた記述だったことを認めている。
なお、ドラマ版では大師匠が夢路いとし本人の訃報に変更されており、劇中内のニュースでは実際の漫才映像が使用されたほか、出演者クレジットにも「いとし・こいし」両名の表記が見られる。

## 評価
- 第28回三島由紀夫賞候補（2015年）[2]

### 受賞
- 第153回芥川龍之介賞（2015年）
- 第28回小学館・DIMEトレンド大賞「レジャー・エンターテインメント部門」（2015年）[31]
- Yahoo!検索大賞2015・小説部門賞（2015年）[32]

## 書誌情報
- 火花（2015年3月11日、文藝春秋、ISBN 978-4-16-390230-2）
- 「火花」朗読CD4枚組み（2015年11月11日、文藝春秋、朗読：堤真一、ISBN 978-4-16-630480-6）
- 火花（2017年2月10日、文春文庫、ISBN 978-4-16-790782-2）

## ドラマ
有料動画配信のNetflixにて、2016年春から全10話一挙配信された。
また、NHK総合にて、2017年2月26日から4月30日まで各回約45分（最終回のみ50分）に再編集して放送された。

### 製作
2015年8月27日、有料動画配信のNetflixと吉本興業によって映像化されることが明らかになる。
同年11月上旬にクランクイン。全10話のドラマとなる。
吉本興業が製作しているため、主人公の相方を筆頭に吉本所属タレントが起用されており、今田耕司やレイザーラモンが本人役で、その他若手芸人も多数出演している。また、ライブシーンの一部は吉本が保有するヨシモト∞ホールで撮影が行われている。
NHK版では本編終了後「本編には不適切な描写･表現が見られますが、オリジナリティーを尊重して原版のまま放送しました」というテロップが追加されている。

### 作品の評価
2017年5月、「放送と通信の融合時代にふさわしい高品質なコンテンツの制作とメディア展開」が評価され、「第54回ギャラクシー賞」におけるテレビ部門フロンティア賞を受賞。

### キャスト（ドラマ）
徳永 太歩
演 - 林遣都
お笑いコンビ「スパークス」のボケ担当。
神谷 才蔵
演 - 波岡一喜
お笑いコンビ「あほんだら」のボケ担当。徳永の先輩芸人。
山下 真人
演 - 好井まさお（井下好井）
お笑いコンビ「スパークス」のツッコミ担当。
大林 和也
演 - 村田秀亮（とろサーモン）
お笑いコンビ「あほんだら」のツッコミ担当。
宮野 真樹
演 - 門脇麦
神谷の同居人。
日向 征太郎
演 - 田口トモロヲ
スパークスが所属する芸能事務所・日向企画の社長。
緒方 健治
演 - 染谷将太
日向企画の社員。お笑い担当。
西田 英利香
演 - 菜葉菜 
日向企画の社員。
西岡徳馬
演 - 西岡徳馬（本人）
日向企画の看板俳優。
ポスターや立て看板のみの登場で、本人が直接登場することはなかった。
ロクさん
演 - 渡辺哲
徳永と同じアパートの住人。古い電化製品を修理するのが趣味。
小野寺
演 - 渡辺大知
徳永と同じアパートの住人。ストリートミュージシャン。
あゆみ
演 - 徳永えり
徳永の元バイト仲間。現在は美容師。
望月
演 - 温水洋一
徳永のバイト先のコンビニ店長。
恩田
演 - 宮崎吐夢
徳永の新しいバイト先の店長。
渡辺
演 - 小林薫
武蔵野珈琲店の店主。
百合枝
演 - 高橋メアリージュン
山下の恋人。
ユキ
演 - 山﨑ケイ（相席スタート）
神谷の新しい同居人。
笹本 英樹
演 - 忍成修吾
テレビ局ディレクター。
里島 誠
演 - 村杉蝉之介
テレビ局ディレクター。
熱海のイベント主催者
演 - 山本浩司
熱海の居酒屋の店員
演 - 山本彩（NMB48/AKB48）
焼き鳥屋の店員
演 - 武田梨奈
合コン相手
演 - 今井華、島袋聖南、周本絵梨香

### スタッフ（ドラマ）
- 総監督 - 廣木隆一
- 統括プロデューサー - 古賀俊輔
- 監督 - 廣木隆一（1・9・10）、白石和彌（3・4）、沖田修一（5・6）、久万真路（7・8）、毛利安孝（2）[40]
- 脚本統括 - 加藤正人
- 脚本 - 加藤正人、高橋美幸、加藤結子
- 脚本協力 - 板尾創路
- 撮影 - 鍋島淳裕
- 照明 - かげつよし
- 録音 - 深田晃、岩丸恒
- 音響効果 - 渋谷圭介、佐藤祥子
- 美術 - 相馬直樹
- 装飾 - 桑田真志
- 編集 - 菊池純一、野本稔
- 音楽 - 上野耕路、石塚徹
- 主題歌 - OKAMOTO'S「BROTHER」[41]
- 挿入歌 - SPICY CHOCOLATE「二人で feat.西内まりや&YU-A」[42]
- 音楽プロデューサー - 田井モトヨシ
- エグゼクティブ・プロデューサー - 岡本昭彦、吉崎圭一、DavidLee、上木則安
- プロデューサー - 山地克明、仲良平、五十嵐真志、鳥澤晋、坂本和隆
- 制作プロダクション - ザフール、パイプライン
- 制作 - 吉本興業
- 製作 - YDクリエイション、Netflix

### 配信・放送日程
| 各回   | 配信分 | 配信日       | 放送日        | 脚本 | 監督     |
| ------ | ------ | ------------ | ------------- | ---- | -------- |
| 第1話  | 46分   | 2016年6月3日 | 2017年2月26日 |      | 廣木隆一 |
| 第2話  | 52分   | 2016年6月3日 | 3月05日       |      | 毛利安孝 |
| 第3話  | 54分   | 2016年6月3日 | 3月12日       |      | 白石和彌 |
| 第4話  | 53分   | 2016年6月3日 | 3月19日       |      | 白石和彌 |
| 第5話  | 52分   | 2016年6月3日 | 3月26日       |      | 沖田修一 |
| 第6話  | 54分   | 2016年6月3日 | 4月02日       |      | 沖田修一 |
| 第7話  | 52分   | 2016年6月3日 | 4月09日       |      | 久万真路 |
| 第8話  | 53分   | 2016年6月3日 | 4月16日       |      | 久万真路 |
| 第9話  | 57分   | 2016年6月3日 | 4月23日       |      | 廣木隆一 |
| 第10話 | 60分   | 2016年6月3日 | 4月30日       |      | 廣木隆一 |

| NHK 日曜23時台ドラマ枠                                                            | NHK 日曜23時台ドラマ枠         | NHK 日曜23時台ドラマ枠                                                           |
| 前番組                                                                            | 番組名                         | 次番組                                                                           |
| --------------------------------------------------------------------------------- | ------------------------------ | -------------------------------------------------------------------------------- |
| ダウントン・アビー 華麗なる英国貴族の館 （第5シーズン） （2016.12.4 - 2017.2.19） | 火花 （2017.2.26 - 2017.4.30） | ダウントン・アビー 華麗なる英国貴族の館 （第6シーズン） （2017.5.7 - 2017.7.23） |

## 映画
2017年11月23日公開。監督は板尾創路、脚本は板尾創路と豊田利晃、主演は菅田将暉と桐谷健太のダブル主演。
同年3月12日にクランクイン。

### キャスト（映画）
- 徳永 - 菅田将暉
- 神谷 - 桐谷健太
- 真樹 - 木村文乃
- 山下 - 川谷修士（2丁拳銃）
- 大林 - 三浦誠己[注 3]
- 鹿谷 - 加藤諒[47]
- 真樹の新しい男 - 高橋努
- オーディション審査員 - 日野陽仁
- オーディション審査員 - 山崎樹範

### スタッフ（映画）
- 原作 - 又吉直樹「火花」（文春文庫刊）
- 監督 - 板尾創路
- 脚本 - 板尾創路、豊田利晃
- 製作 - 岡本昭彦、市川南
- 共同製作 - 吉崎圭一、弓矢政法、松井清人、宮崎伸夫、髙橋誠、吉川英作、荒波修
- エグゼクティブ・プロデューサー - 藤原寛、上田太地
- 企画・プロデュース - 片岡秀介、臼井央
- チーフプロデューサー - 古賀俊輔
- プロデューサー - 鳥澤晋、西野智也
- アソシエイトプロデューサー - 谷垣和歌子、高田奈々子
- キャスティング - 星久美子
- 協力プロデューサー - 楠本直樹
- 音楽プロデューサー - 田井モトヨシ
- 制作管理 - 橋本淳司
- ポスプロプロデューサー - 篠田学
- 撮影 - 福本淳
- 照明 - 市川徳充
- 録音 - 久連石由文
- 美術 - 宮守由衣
- 編集 - 今井剛
- 音楽 - 石塚徹
- 主題歌 - 菅田将暉・桐谷健太「浅草キッド」[48]
- 衣装 - 宮本まさ江
- ヘアメイク - 徳田芳昌
- 音響効果 - 柴崎憲治
- 装飾 - 野村哲也
- VFXスーパーバイザー - 進威志
- 監督補 - 増本庄一郎
- 助監督 - 猪腰弘之
- 制作担当 - 高見明夫
- ラインプロデューサー - 武石宏登
- 協賛 - AGF
- 配給 - 東宝
- 制作プロダクション - ザフール、パイプライン
- 制作 - よしもとクリエイティブ・エージェンシー、東宝映画
- 製作 - 『火花』製作委員会（吉本興業、東宝、電通、ジェイアール東日本企画、文藝春秋、朝日新聞社、KDDI、日本出版販売、GYAO）

## 舞台
『火花〜Ghost of the Novelist〜』のタイトルで観月ありさの主演により舞台化、2018年3月30日から4月15日に新宿・紀伊國屋ホールで、5月9日から12日に大阪・松下IMPホールで上演。原作者の又吉も本人役で出演する。又吉が『火花』を書いた意義に迫る物語も原作ストーリーと並行して展開される。

### キャスト (舞台)
- 真樹 / 観月ありさ（本人） - 観月ありさ
- 又吉直樹（本人） - 又吉直樹
- 徳永 - 植田圭輔
- 神谷 - 石田明（NON STYLE）

### スタッフ (舞台)
- 脚本・演出 - 小松純也（共同テレビ）[49]

## 漫画
- 漫画『火花』（漫画:武富健治 原作:又吉直樹）

『週刊ビッグコミックスピリッツ』（小学館）にて、2016年53号から2017年39号まで連載。武富は少年時代から構想を温めていた『古代戦士ハニワット』を『漫画アクション』（双葉社）で連載する予定だったが、武富のファンである又吉からの指名を断れないと考え、双葉社に謝罪して連載開始を延期してもらった。『古代戦士ハニワット』は『火花』終了後の2018年7月から連載がスタートとなった。

## CD
- 朗読CD『火花』（2015年11月11日発売、文藝春秋）

朗読は堤真一が担当。